# Омононуси
Омононуси (яп. 大物主) — в синтоизме — ками, мужское божество, из японской мифологии. Является по одной из версий саки-митама и куси-митама (отдельными проявлениями), и одним из имён Окунинуси; хозяин горы Мива, почитается в храме Омива.
Во время правления Императора Судзина (около 97-30 до н.э.) чума затронула страну. Императору приснился сон, в котором Омононуси явился ему и взял на себя ответственность за чуму, объявив, что он не остановится, пока на горе Мива не будет установлен храм. Когда Император построил храм, чума прекратилась. Омононуси поклонялись как духу природы, который обеспечивал хорошую погоду и обильные урожаи, и был тесно связан со змеями.
По крайней мере, две легенды рассказывают о том, что Омононуси стал отцом детей человеческих женщин. В одном случае он превратился в стрелу, чтобы оплодотворить деву по имени Сэядатара-химэ, в то время как в другом случае он использовал форму змеи, чтобы завести сына с девой Икутамаёри-химэ. В «Кодзики» он считается отцом Химэтатараисудзу-химэ (Исукэёри-химэ), супруги императора Дзимму.